# Kyōkai no kanata
Kyōkai no kanata (境界の彼方? lett. "Oltre il confine"), anche nota con il titolo internazionale Beyond the Boundary  o con il titolo italiano Oltre il confine, è una serie di light novel scritta da Nagomu Torii e illustrata da Tomoyo Kamoi. L'opera ha vinto una menzione d'onore durante il Kyoto Animation Award nel 2011. Un adattamento anime è stato prodotto dalla Kyoto Animation e trasmesso dal 2 ottobre 2013 al 18 dicembre dello stesso anno per tredici episodi e tre OAV dal titolo Kyokai no kanata: idol saiban'. La serie è stata inoltre trasmessa in simulcast da Crunchyroll. La serie è correlata da un OAV, Kyokai no kanata Episode 0: shinonomeme e da due film, pubblicati rispettivamente nel marzo e nell'aprile del 2015.

## Trama
Un giorno, lo studente liceale Akihito Kanbara (神原 秋人?, Kanbara Akihito) salva istintivamente la sua compagna Mirai Kuriyama (栗山 未来?, Kuriyama Mirai) che sembra essere sul punto di suicidarsi lanciandosi dal tetto. Tuttavia Mirai approfitta del gesto per trafiggere Akihito con una spada formatasi dal sangue della stessa ragazza, ma rimane sorpresa nello scoprire che Akihito è in realtà un "mezzo-yōmu immortale", proveniente dall'unione di un umano e di una creatura sovrannaturale chiamata yōmu (妖夢?, yōmu). Dopo aver capito che Mirai è una Ikaishi (異界士?, Ikaishi, lett. "guerriera del mondo degli spiriti"), specialisti nel proteggere gli umani dagli yōmu, e l'ultima discendente del proprio clan, detto "del sangue maledetto" le loro vite si intrecciano dato che Akihito cercherà di aiutare Mirai a conquistare sicurezza nella lotta agli yōmu, e Mirai in cambio non cercherà più di ucciderlo.
Nella serie gli yōmu sono creature sovrannaturali che possono essere viste soltanto dai Ikaishi e da coloro che hanno capacità extrasensoriali. Queste creature sono la materializzazione fisica delle emozioni umane negative come l'odio, la gelosia e la malvagità degli umani, e fino a che gli esseri umani continueranno a provare questi sentimenti, gli yōmu continueranno a esistere.
Gli yōmu possono avere varie forme e aspetti, al punto di poter assumere persino l'aspetto di esseri umani. Esistono casi in cui questa particolare forma di yōmu si sia unita con veri esseri umani, dando alla luce quelli che sono chiamati mezzi-yōmu (半妖?, han-yō). La maggior parte di questi esseri sono relativamente docili e coesistono con gli umani senza fare avvertire la propria presenza. Tuttavia capita che a volte il comportamento di alcuni yōmu tenda a diventare aggressivo e pericoloso, e in questo caso intervengono i guerrieri del mondo spiritico, che hanno il compito di eliminarli. Dopo la morte, gli yōmu producono una pietra yōmu (妖夢石?, yōmu ishi) che può essere venduta ad appositi centri, permettendo un introito ai guerrieri del mondo spiritico.

## Personaggi

### Personaggi principali
Akihito Kanbara (神原 秋人?, Kanbara Akihito)
Doppiato da: Kenn, Mei Tanaka (da bambino)
Akihito è il protagonista della serie, è uno studente liceale del secondo anno e un cosiddetto "mezzo-yōmu" essendo figlio di un'umana e di uno yōmu. In quanto tale risulta essere immortale, più precisamente il suo corpo ha un'elevatissima capacità di rigenerarsi. Quando il suo corpo subisce troppi danni la sua parte yōmu emerge, sopraffacendo quella umana, rendendolo quindi pericoloso e aggressivo, tanto da aver quasi rischiato di uccidere Hiroomi in passato. Per questa sua instabilità è stato affidato al controllo della famiglia Nase, finendo tuttavia per stringere una sincera amicizia con Mitsuki e Hiroomi. Ha un'ossessione per le ragazze che indossano gli occhiali, motivo per cui prende subito a cuore Mirai, nonostante abbia cercato di ucciderlo, e la aiuta a superare la sua paura di uccidere gli yōmu. Si scoprirà infine che la sua immortalità non deriva dal fatto di essere un mezzo yōmu, ma perché dentro di lui risiede il potentissimo yōmu chiamato "Oltre il confine".
Mirai Kuriyama (栗山 未来?, Kuriyama Mirai)
Doppiata da: Risa Taneda
Mirai è la protagonista femminile della storia. Si tratta di una Ikaishi (cacciatrice di spiriti), ultima discendente del clan cosiddetto "del sangue maledetto". In quanto tale ha la capacità di manipolare il proprio sangue in varie forme (ad esempio quello di una spada) e di corrodere tutto ciò che il suo sangue tocca. Questo distruttivo potere le causa tuttavia una forte anemia. Per via dei suoi poteri il suo clan era fortemente odiato dagli altri Ikaishi e per questo venne sterminato. Mirai venne tuttavia accolta da un'altra famiglia di Ikaishi, gli Inami, dove strinse una forte amicizia con la figlia più giovane, Yui, che in seguito dovette uccidere quando venne posseduta dallo yōmu "Hallow Shadow". È una ragazza del primo anno molto timida ed emotiva, è solita scrivere sul suo blog riguardo alle sue sventure giornaliere e adora il giardinaggio, specialmente coltivare bonsai. Indossa sempre gli occhiali e per questo motivo viene subito notata da Akihito, che non si trattiene mai da farle i complimenti. Viene inviata da Izumi con lo scopo di uccidere Akihito, dato che in lui risiede lo yōmu "Oltre il confine", ma finisce per innamorarsi del ragazzo. Per questo motivo Mirai è inizialmente molto chiusa in sé stessa, ma finirà per stringere amicizia anche con Mitsuki e Hiroomi ed entrerà nel Club di Letteratura.
Mitsuki Nase (名瀬 美月?, Nase Mitsuki)
Doppiata da: Minori Chihara
È la migliore amica di Akihito, una studentessa del secondo anno e unico altro membro, oltre a lui, del Club di Letteratura, del quale è anche la presidentessa. È la minore dei fratelli Nase, un influente clan di Ikaishi con l'abilità di creare gabbie per intrappolare gli yōmu, e per questo motivo considerata sempre la più debole dei tre. Ha una personalità molto scaltra e sicura, adora prendere in giro e provocare Akihito e suo fratello Hiroomi, dandogli spesso dei pervertiti. Ha inoltre un forte senso del dovere dovuto a essere parte di un'importante famiglia di cacciatori, motivo per cui si è concessa pochi divertimenti nella sua vita. Nonostante i loro caratteri opposti, diventa molto amica di Mirai. È spesso in compagnia di uno yōmu addomesticato di nome Yakiimo.
Hiroomi Nase (名瀬 博臣?, Nase Hiroomi)
Doppiato da: Tatsuhisa Suzuki, Ayane Sakura (da bambino)
Studente del terzo anno, è il migliore amico di Akihito e fratello maggiore di Mitsuki, che egli adora e per la quale dimostra spesso di avere una forte ossessione. È un Ikaishi molto potente ed efficiente nell'uccidere yōmu, e in quanto parte della famiglia Nase, è anche lui in grado di creare gabbie. Indossa sempre una sciarpa, poiché i suoi poteri sovrannaturali lo rendono più sensibile al freddo. Incontrò Akihito in un tentativo di eliminarlo, vedendo la pericolosità della sua metà yōmu, ma finì per rimanere quasi ucciso da quest'ultimo. Dopo questo incidente la sua schiena è segnata da profonde cicatrici. Il suo compito, insieme con Mitsuki, è quello di tenere d'occhio Akihito e di ucciderlo se necessario. Tuttavia finisce per stringere una forte amicizia con il ragazzo, e insieme con la sorella, formano un affiatato trio. Come la sorella, adora provocare Akihito, chiamandolo con il soprannome "Akkey", che lui detesta.

### Personaggi secondari
Izumi Nase (名瀬 泉?, Nase Izumi)
Doppiata da: Ayako Kawasumi
La maggiore dei fratelli Nase, a capo del suo clan, è una potentissima e severa Ikaishi, con l'abilità di creare gabbie, oltre a possedere un altro potere simile al congelamento. Tiene alla sua famiglia più di qualsiasi cosa e non esita a uccidere gli yōmu se lo ritiene necessario. Fisicamente è una bellissima giovane donna (ha 18 anni) con i capelli neri lunghi fino al collo, circa, ha occhi viola e un neo vicino alla bocca. Ha un abbigliamento molto elegante e indossa 2 collane (una con un pesce e l'altra con gemme verdi e rosse) e un braccialetto con gemme rosse e verdi sul polso destro. è notato da molte persone che è una bellissima donna.  Per questo motivo fa chiamare Mirai perché uccida Akihito, nel quale risiede il pericoloso yōmu "Oltre il confine". Tuttavia, una volta capito che Mirai non vuole più uccidere il ragazzo per via dei sentimenti che prova verso di lui, Izumi cerca di trovare un'altra soluzione per eliminare lo yōmu. Sembra che il suo passato sia legato a Miroku Fujima e, si scoprirà infine, dentro di lei risiede uno yōmu, cosa che ha sempre cercato di tenere nascosta alla sua famiglia. Una volta che Hiroomi scopre la verità, Izumi abbandona la famiglia e lascia il fratello come nuovo capo del clan.
Shizuku Ninomiya (二ノ宮 雫?, Ninomiya Shizuku)
Doppiata da: Akeno Watanabe
Una Ikaishi abbastanza efficiente, con poteri legati al fuoco, che di giorno lavora come insegnante nella scuola dei protagonisti. Sebbene ciò ha una personalità molto vivace e, nonostante la sua bellezza, ha un costante insuccesso con gli uomini.
Ayaka Shindō (新堂 彩華?, Shindō Ayaka)
Doppiata da: Naomi Shindō
Una yōmu che ha preso le sembianze umane e possiede un centro vendita dove acquista pietre-yōmu, oltre a lavorare anche come fotografa. La sua vera forma è quella di una gigantesca volpe a più code. Oltre a essere uno yōmu molto potente, ha anche l'abilità di creare e riparare gabbie.
Ai Shindō (新堂 愛?, Shindō Ai)
Doppiata da: Yuri Yamaoka
Un personaggio che appare esclusivamente nell'anime della serie. È la sorella minore di Ayaka, che aiuta nel suo centro vendita. Anche lei è una yōmu che ha assunto sembianze umane, mentre la sua vera forma è quella di un gattino.
Sakura Inami (伊波 桜?, Inami Sakura)
Doppiata da: Moe Toyota
Personaggio che appare solo nell'anime. Si tratta della sorella minore di Yui Inami, la ragazza che venne uccisa da Mirai perché posseduta dall'Hallow Shadow. Da allora detesta Mirai e il suo principale scopo è quello di ucciderla per vendicare la sorella. Pur essendo una Ikaishi non possiede poteri, motivo per cui utilizza una enorme lancia donatagli da Miroku, che rende più forte facendole assorbire pietre-yōmu. Una volta scoperta la verità sulla morte di Yui, decide di perdonare Mirai e le due diventano grandi amiche.
Miroku Fujima (藤真 弥勒?, Fujima Miroku)
Doppiato da: Masaya Matsukaze
Il principale antagonista della serie, è un membro del Dipartimento di Osservazione degli Ikaishi, al quale è legato anche la famiglia Nase. Il suo potere gli permette di uccidere uno yōmu semplicemente concentrandosi su di esso. Anche in lui risiede uno yōmu, parte che ha sopraffatto quella umana, e per questo motivo cerca di riportare in vita altri yōmu potenti, come l'Hallow Shadow e "Oltre il confine". Dona una lancia a Sakura che viene ingigantita dalla stessa, salvo poi riprendersela e usarla per i propri scopi. Sembra che in passato fosse legato a Izumi.
Yayoi Kanbara (神原 弥生?, Kanbara Yayoi)
Doppiata da: Hiromi Konno
È la madre di Akihito, una Ikaishi molto attraente e dal comportamento piuttosto infantile ed eccentrico. È solita mandare al figlio imbarazzanti cartoline in cui si traveste da animale e in cui gli fa numerose raccomandazioni.

## Media

### Light novel
Kyōkai no kanata è stato scritto da Nagomu Torii e illustrato da Tomoyo Kamoi. Torii presentò il suo primo volume nella seconda edizione del concorso indetto dalla Kyoto Animation, nel 2011, vincendo la menzione d'onore; il primo volume fu quindi pubblicato il 9 giugno del 2012, seguiti da altri due volumi nell'8 aprile e nel 2 ottobre del 2013.

#### Volumi
| Nº | Data di prima pubblicazione | Data di prima pubblicazione | Data di prima pubblicazione |
| Nº | Giapponese                  | Giapponese                  |                             |
| -- | --------------------------- | --------------------------- | --------------------------- |
| 1  | 9 giugno 2012               | ISBN 978-4-9905812-4-4      |                             |
| 2  | 8 aprile 2013               | ISBN 978-4-907064-04-4      |                             |
| 3  | 2 ottobre 2013              | ISBN 978-4-907064-07-5      |                             |

### Anime
Un adattamento anime dell'opera è stato prodotto dalla Kyoto Animation e diretto da Taichi Ishidate, è stato trasmesso dal 2 ottobre al 18 dicembre 2013. La sigla di apertura è Kyōkai no kanata (境界の彼方?) di Minori Chihara mentre quella di chiusura è Daisy cantata dagli Stereo Dive Foundation. La serie fu trasmessa in simulcast su Crunchyroll. Tre episodi originali, Kyōkai no kanata: idol saiban! (「きょうかいのかなた アイドル裁判!?), sono stati pubblicati tra il 18 novembre e il 16 dicembre, sul sito ufficiale della serie, tramite YouTube. Due episodi extra di Idol saiban ed un OAV sono stati pubblicati con l'edizione DVD e Blu-Ray, nel luglio 2014.
Una serie di due film intitolata Gekijōban kyōkai no kanata: I'll Be Here (劇場版 境界の彼方 -I'll Be Here-?) è stata prodotta da Kyoto Animation e diretta da Taichi Ishidate. Mentre il primo film, Kako-hen (過去篇?), pubblicato il 14 marzo 2015, funge da riassunto della serie animata, il secondo film, Mirai-hen (未来篇?), pubblicato il 25 aprile 2015, rappresenta il diretto seguito del finale della serie anime originale, chiudendo gli interrogativi lasciati aperti nella conclusione. Il film è ambientato un anno dopo le vicende dell'anime.

#### Episodi
| Nº      | Titolo italiano Giapponese 「Kanji」 - Rōmaji            | In onda          | In onda |
| Nº      | Titolo italiano Giapponese 「Kanji」 - Rōmaji            | Giapponese       |         |
| 1       | Carminio 「カーマイン」 - Kāmain                         | 2 ottobre 2013   |         |
| 2       | Blu oltremare 「群青」 - Gunjō                           | 9 ottobre 2013   |         |
| 3       | Viola diafano 「ムーンライトパープル」 - Mūnraito Pāpuru | 16 ottobre 2013  |         |
| 4       | Arancio 「橙」 - Daidai                                  | 23 ottobre 2013  |         |
| 5       | Lume verde lime 「萌黄の灯」 - Moegi no akari            | 30 ottobre 2013  |         |
| 6       | Rosa Shocking 「ショッキングピンク」 - Shokkingu Pinku   | 6 novembre 2013  |         |
| 7       | Sfocatura 「曇色」 - Donshoku                            | 13 novembre 2013 |         |
| 8       | Bonaccia aurea 「凪黄金」 - Nagi ōgon                    | 20 novembre 2013 |         |
| 9       | Pioggia argentea 「銀竹」 - Ginchiku                     | 27 novembre 2013 |         |
| 10      | Mondo bianco 「白の世界」 - Shiro no sekai               | 4 dicembre 2013  |         |
| 11      | Mondo nero 「黒の世界」 - Kuro no sekai                  | 11 dicembre 2013 |         |
| 12      | Mondo grigio 「灰色の世界」 - Haiiro no sekai            | 18 dicembre 2013 |         |
| 0 (OAV) | Albore 「東雲」 - Shinonome                              | 2 luglio 2014    |         |

#### ONA
| Nº | Titolo italiano (traduzione letterale) Giapponese 「Kanji」 - Rōmaji                                                                 | In onda          | In onda |
| Nº | Titolo italiano (traduzione letterale) Giapponese 「Kanji」 - Rōmaji                                                                 | Giapponese       |         |
| 1  | Per quanto mi senta smarrita, ti giudicherò lo stesso! #01 「～迷いながらも君を裁く民～ #1」 - Mayoi nagara mo kimi o sabaku tami #1 | 18 novembre 2013 |         |
| 2  | Per quanto mi senta smarrita, ti giudicherò lo stesso! #02 「～迷いながらも君を裁く民～ #2」 - Mayoi nagara mo kimi o sabaku tami #2 | 2 dicembre 2013  |         |
| 3  | Per quanto mi senta smarrita, ti giudicherò lo stesso! #03 「～迷いながらも君を裁く民～ #3」 - Mayoi nagara mo kimi o sabaku tami #3 | 16 dicembre 2013 |         |
| 4  | Per quanto mi senta smarrita, ti giudicherò lo stesso! #04 「～迷いながらも君を裁く民～ #4」 - Mayoi nagara mo kimi o sabaku tami #4 | 2 luglio 2014    |         |
| 5  | Per quanto mi senta smarrita, ti giudicherò lo stesso! #05 「～迷いながらも君を裁く民～ #5」 - Mayoi nagara mo kimi o sabaku tami #5 | 2 luglio 2014    |         |